# 257. strelska divizija (ZSSR)
257. strelska divizija (izvirno rusko 257. стрелковая дивизия; kratica 257. SD) je bila strelska divizija Rdeče armade v času druge svetovne vojne.

## Zgodovina
Divizija je bila ustanovljena julija 1941 v Tuli; aprila 1943 je bila preimenovana v 91. gardni strelski diviziji.
Ponovno so jo ustanovili junija 1943 z združenjem 9., 60. strelske in 62. pomorske strelske brigade.